# Zc(3900)
Zc(3900) — в физике элементарных частиц адрон (а точнее, мезон), тип элементарных частиц, состоящий из кварков, предположительно первый тетракварк, который был наблюдаем экспериментально. Наблюдение было произведено в 2013 году двумя независимыми исследовательскими коллективами из Китая и Японии: первый (международный, с участием учёных из 11 стран) использовал детектор BES III китайского, расположенного в Пекине, коллайдера BEPC II, второй же был частью эксперимента Belle коллектива японской организации в физике элементарных частиц KEK.
Zc(3900) является продуктом распада предыдущей открытой отклоняющейся от нормы частицы Y(4260), которую изначально и исследовали оба научных коллектива. В свою очередь Zc(3900) распадается на заряженный пион (π±) и J/ψ мезон. Это согласуется с тем, что Zc(3900) состоит из 4 или более кварков.
Исследователи в будущих экспериментах по выявлению распада, которые будут проводиться далее, чем перечисленные выше, будут определять его природу с более высокой точностью. А на данный момент обнаруживается, что у этого возможно тетракварка ненулевой электрический заряд и что в его составе c-кварк и c-антикварк, а энергия 3,9 ГэВ.
На данный момент не доказано, что это частица, а не аномально сильно взаимодействующая пара D-мезонов.
Название является временным по словам китайской стороны. Также у китайской стороны есть вариант, что эта частица не экзотический мезон, а какая-то совсем неизвестная.